# Yakuhananomia tsuyukii
Yakuhananomia tsuyukii is een keversoort uit de familie spartelkevers (Mordellidae). De wetenschappelijke naam van de soort is voor het eerst geldig gepubliceerd in 1978 door Takakuwa.